# Szezor
Szezor (hebr. שזור; oficjalna pisownia w ang. Shezor) – moszaw położony w Samorządzie Regionu Merom ha-Galil, w Dystrykcie Północnym, w Izraelu.

## Położenie
Leży w północnej części Górnej Galilei w pobliżu góry Meron (1 208 m n.p.m.).

## Historia
Moszaw został założony w 1953 przez imigrantów z Maroka.

## Gospodarka
Gospodarka moszawu opiera się na rolnictwie i sadownictwie.